# Колосово (Ярославская область)
Колосово — деревня в Макаровском сельском округе Судоверфского сельского поселения Рыбинского района Ярославской области .
Деревня расположена на пригородной безлесой равнине, на правом берегу Фоминского ручья, южнее его пересечения с железнодорожной веткой местного промышленного назначения, ведущей от станции Рыбинск на левый берег Волги через плотину и шлюзы Рыбинского водохранилища. Деревня имеет одну улицу, ориентированную вдоль ручья. Просёлочная дорога проходящая через Колосово ведёт через деревню Малинники к автомобильной дороге Рыбинск—Переборы. В противоположном направлении дорога выходит к деревням Артюшино и Савино, расположенным на безымянном левом притоке Фоминского ручья. Напротив Колосова на левом берегу ручья стоит деревня Спешино .
Деревня указана на плане Генерального межевания Рыбинского уезда конца XVIII века как деревня Колосова.
На 1 января 2007 года в деревне числилось 6 постоянных жителей . Деревня обслуживается почтовым отделением 30 в Рыбинске. По почтовым данным в деревне 14 домов. Улицы не именуются .